# Zhongguei
Zhongguei var i äldre kinesisk mytologi examensprovens gud.
Zhongguei beskrevs som fantastiskt ful men vördades ändå ömt av såväl studenter som lärda. Han associerades också med resandet och ansågs beskydda resenärer mot demoner.